# Adolf Moberg
Adolf Moberg, född 5 september 1813 i Kimito socken, Egentliga Finland, död 30 april 1895 i Helsingfors, var en finländsk kemist och fysiker.
Moberg blev student 1829, studerade främst kemi, blev filosofie licentiat 1839 och filosofie doktor (primus) 1840. Han utnämndes till docent i kemi 1838 och adjunkt 1843 samt förestod professuren i kemi 1838-47, under vilka år han någon tid var Jöns Jacob Berzelius lärjunge. Vid besättandet av den nämnda professuren (1847) förbigicks Moberg, ehuru uppförd å första förslagsrummet, men utnämndes 1849 till professor i fysik, från vilken tjänst han 1875 avgick som emeritus. Han var universitetets rektor 1872-75. Han blev 1877 hedersdoktor i medicinska fakulteten vid jubelfesten i Uppsala och var från 1838 ledamot av Finska Vetenskapssocieteten.
Förutom sina akademiska avhandlingar, som omfattade bland annat undersökningar om krom, publicerade Moberg flera arbeten dels i kemi och mineralogi, Kort anvisning till qvalitativa kemiska analysers anställande (1845-46) och Försök till mineraliernas ordnande enligt kemiska systemet (1846-48), dels i fysik, särskilt meteorologi. Av de sistnämnda kan nämnas Om de ifrån 1750 till 1850 i Finland gjorda naturalhistoriska dag anteckningarna och deras betydelse i klimatologiskt hänseende (1857), Klimatologiska iakttagelser i Finland 1846-55: I Naturalhistoriska anteckningar (1860), II Meteorologiska anteckningar (1871) och Fenologiska anteckningar för tiden 1856-75 (1885), vilka utkommit i Finska vetenskapssocietetens "Bidrag till Finlands naturkännedom" etc.
Av regeringen kallades Moberg till ledamot av en mängd kommittéer (kommittén för utarbetandet av ny medicinaltaxa och farmakopé för Finland, 1863, kommittén för metersystemets införande, 1864, m.fl.). I det kyrkliga och religiösa livet tog han livlig del i evangelisk riktning. Han var 1873-1895 Svenska Lutherska Evangeliföreningens ordförande. År 1862 utgav han en Granskning af "Förslag till svensk psalmbok för Finland 1857" och uppträdde själv som andlig diktare.